# Walki pod Jakacią
Walki pod Jakacią – wrześniowe boje oddziałów Samodzielnej Grupy Operacyjnej „Narew” w czasie wykonywania przez nią zwrotu zaczepnego.
Dowódca Samodzielnej Grupy Operacyjnej „Narew” gen. bryg. Czesław Młot-Fijałkowski przed ostatecznym wycofaniem się za Bug postanowił wykonać „zwrot zaczepny”. Akcja przewidziana jako działania ofensywne na szczeblu operacyjnym stała się jedynie taktyczną formą osłony odwrotu. Działania 71 pułku piechoty oraz Suwalskiej Brygady Kawalerii w rejonie Jakaci były akcjami przeprowadzonymi bez wspólnego dowództwa. Mimo braku współdziałania, akcje zaczepne polskich oddziałów przyniosły dość znaczny sukces. Niemcy wycofali się w nieładzie na południowy brzeg rzeki Ruż, tracąc dużo uzbrojenia, ludzi i sprzętu.

## Sytuacja w Samodzielnej Grupie Operacyjnej „Narew”
Rano 9 września 1939 do sztabu Samodzielnej Grupy Operacyjnej „Narew” trafił rozkaz Naczelnego Wodza podpisany z up. przez płk. dypl. Józefa Jaklicza. Rozkaz w swojej treści nakazywał jak najdłuższą obronę na linii Narwi i Bugu, a w dalszej części mówił o wykonaniu „szybkiego odwrotu”. Brak jasno wytyczonego celu działania doprowadził do rozbieżnych ocen. Początkowo dowódca SGO „Narew” gen. bryg. Czesław Młot-Fijałkowski podjął decyzję odskoku do rejonu Biała Podlaska – Brześć. Wydano pierwsze rozkazy. Kilka godzin później gen. Młot-Fijałkowski, za namową szefa Oddziału IV kpt. dypl. Leonarda Matrybińskiego, zmienił decyzję i nakazał organizowanie „zwrotu zaczepnego”. Tę drugą decyzję zatwierdził Naczelny Wódz.

Wieczorem położenie wojsk SGO było jednak już inne niż rano i uniemożliwiało przeprowadzenie akcji zaczepnej na większą skałę, a działanie mogło mieć jedynie charakter natarcia z ograniczonym celem.

## Położenie wojsk
Wojska niemieckie
Wieczorem 9 września batalion czołgów, batalion piechoty zmotoryzowanej i pododdział artylerii Dywizji Pancernej „Kempf” uderzyły na 3 pułk strzelców konnych. Pułk nie wytrzymał uderzenia i odskoczył na północ, porzucając większość broni ciężkiej. Czołowe elementy niemieckiej dywizji podeszły pod Radogoszcz – miejsce postoju dowództwa 18 DP – i uderzyły na stanowiska ogniowe artylerii w lesie Kamienowo. Nie uzyskawszy powodzenia, wycofały się na nocny postój w rejon Jakaci. Stąd dywizja miała odejść przez Ostrów Mazowiecką do działań na południe.
Wojska polskie
Pododdziały 71 pułku piechoty od 8 września prowadziły działania odwrotowe. 9 września znalazły się za rzeką Ruż. Poszczególne bataliony stanęły w rejonach: III – las Żyźniewo, II – stacja kolejowa Żyźniewo, III – las na północ od Zawad. Tu odtwarzano zdolność bojową i odpoczywano po walkach.
Około 17:00 nieprzyjaciel zaatakował w Tyszkach 3 pułk strzelców konnych i zajął między innymi dominujące wzgórze 137.4 na kierunku Szably – Żyźniewo. Dowódca 71 pp nakazał kontratak siłami I batalionu. Batalion osiągnął nakazane cele właściwie bez walki, stwierdzając jedynie obecność nielicznych patroli wroga.

## Przebieg walk
Działania 71 pułku piechoty
Dowódca 18 Dywizji Piechoty płk dypl. Stefan Kossecki nakazał wykonać wypad na niemieckie zgrupowanie rozmieszczone w rejonie Jakaci. W tym celu dowódca piechoty dywizyjnej płk Aleksander Hertel zorganizował oddział wydzielony w składzie: I batalion 71 pułku piechoty, kompania III batalionu 71 pp i bateria artylerii. W czasie walki OW miały wspierać dwa dywizjony artylerii.
10 września o 3.00 dowódcy pododdziałów zameldowali o zajęciu rejonów wyjściowych do natarcia: 1 kompania ppor. Stefana Janickiego, z 6/18 pal i plutonem ckm, rozwinięta w zagłębieniu terenowym na prawo od osi uderzenia, na wysokości Szabły Stare; 3 kompania por. Jana Rzadzkiego po lewej stronie od osi uderzenia, za fałdą terenową, na wysokości Szabły Stare; kompania odwodowa z III batalionu 71 pp w drugim rzucie, ok. 500 m na północ od tejże miejscowości; II dywizjon 18 pal zajął stanowiska ogniowe w zaroślach i środkowej części lasu Kamienowo, z kierunkiem ognia na Piski Nadbory – Jakać – Szabły Młode; 18 dac po prawej i lewej stronie drogi Żyźniewo – Zawady, ok. 800 m od stacji kolejowej Żyźniewo.
O świcie OW uderzył na kolumnę Dywizji Pancernej „Kempf” w momencie jej odmarszu na Ostrów Mazowiecką. Zaskoczenie było całkowite i Polacy uzyskali pełne powodzenie. Zdobyto Jakać i odrzucono Niemców za Ruż. Wzięto wielu jeńców, 12 dział, kilkanaście czołgów i znaczną liczbę samochodów. Sprzęt zniszczono na miejscu, ponieważ nie zdołano go uruchomić. Natarcie oddziału wydzielonego zabezpieczał od południowego wschodu II batalion 71 pułku piechoty.
Straty I batalionu 71 pułku piechoty wyniosły 5 zabitych i 13 rannych.
Uczestnik walk – ppor. Stefan Janicki tak relacjonował jej przebieg na odcinku swojej kompanii:

„...O świcie podciągnąłem kompanię na wzgórza, skąd był wgląd na oddziały niemieckie... Kpt. Kudukis, dowodzący już wówczas I batalionem, wyznaczył mnie na dowódcę kompanii i stosownie do uprzedniego rozkazu nakazał atak całym batalionem na skrzydło nieprzyjaciela. Przed nami były samochody pancerne i lekkie czołgi dywizji niemieckiej, które pod naszym ogniem zapalały się, a obsługa wyskakiwała z nich, ginąc pod ogniem naszej broni maszynowej. Wówczas wykonałem swoją kompanią atak na bagnety, spychając Niemców z pola bitwy, na którym pozostawili uszkodzony i nieuszkodzony sprzęt. W natarciu pościgowym za nieprzyjacielem, który starał się oderwać od atakujących go oddziałów, osiągnęliśmy las Jakać i wzg. 120, gdzie Niemcy starali się zorganizować obronę. Aby do tego nie dopuścić, zaatakowaliśmy Niemców ponownie na bagnety i w tym momencie zostałem ranny w nogi pociskiem rozpryskowym. Miałem urwaną prawą stopę i byłem unieruchomiony. Wśród mych żołnierzy było również kilku rannych, akcję natarcia jednak kontynuowano. Podałem po linii do kpt. Kudukisa, że jestem ranny. Widziałem go jeszcze w odległości ok. 100 m, kiedy odwrócił się do mnie i podniósł rękę na znak, że zrozumiał. Było to ostatnie z nim pożegnanie, zginął bowiem następnego dnia w ataku na Zambrów”.

Działania Suwalskiej Brygady Kawalerii
W tym samym czasie z lasów w rejonie Głębocz Wielki przeszła do natarcia Suwalska Brygada Kawalerii i uderzyła z drugiej strony zgrupowania nieprzyjaciela. Kawalerzyści prowadzili swoje natarcie na dwóch kierunkach: 1 pułk Ułanów Krechowieckich, wzmocniony 31 dywizjonem pancernym, po osi Koskowo–Piotrowo–Choromany Witne–Piski, a 3 pułk szwoleżerów po osi Rząśnik–Lubotyń–Wiśniewo Wielkie. Wspierały 2 i 3 bateria 4 dywizjonu artylerii konnej. Wejście całości sił 1 pułku do walki nastąpiło na linii Nadbory–Choromany Witne. Zdobyto Choromany Witne. Po odrzuceniu kontrataku nieprzyjaciela, pułk rozpoczął natarcie na Piski, które zdobył. Podczas walk niemiecki 44 dywizjon rozpoznawczy poniósł znaczne straty w sprzęcie i w ludziach. Wykorzystując powodzenie, oddziały pułku uderzyły na stanowiska ogniowe artylerii Dywizji Pancernej „Kempf”. Zdobyły 4 działa i kilka samochodów pancernych.
Od południa uderzenie pomocnicze wykonał 3 pułk szwoleżerów; zdobył Księżopole i przekroczono drogę Wiśniewo – Wielkie Choromany. Dowódca pułku nakazał 2 szwadronowi dokonać obejście od południa. Zagrożeni okrążeniem Niemcy wycofali się w kierunku zachodnim za rzekę Orz.

## Epilog
Działania 71 pułku piechoty i Suwalskiej Brygady Kawalerii w rejonie Jakaci były akcjami samodzielnymi. Nie miały wspólnego kierownictwa, a obie jednostki nawiązały ze sobą kontakt dopiero po zwycięskiej walce. We wczesnych godzinach popołudniowych piechota 71 pułku została wycofana do rejonu lasów Kamieniowo – Żyźniewo.
Wieczorem Suwalska BK otrzymała rozkaz przejścia do lasów w rejonie Głębocz Wielki, a następnie wykonania marszu do rejonu Zambrowa. 18 Dywizja Piechoty miała odskoczyć na Czerwony Bór, przy osłonie jej skrzydeł przez kawalerię.